# سعر

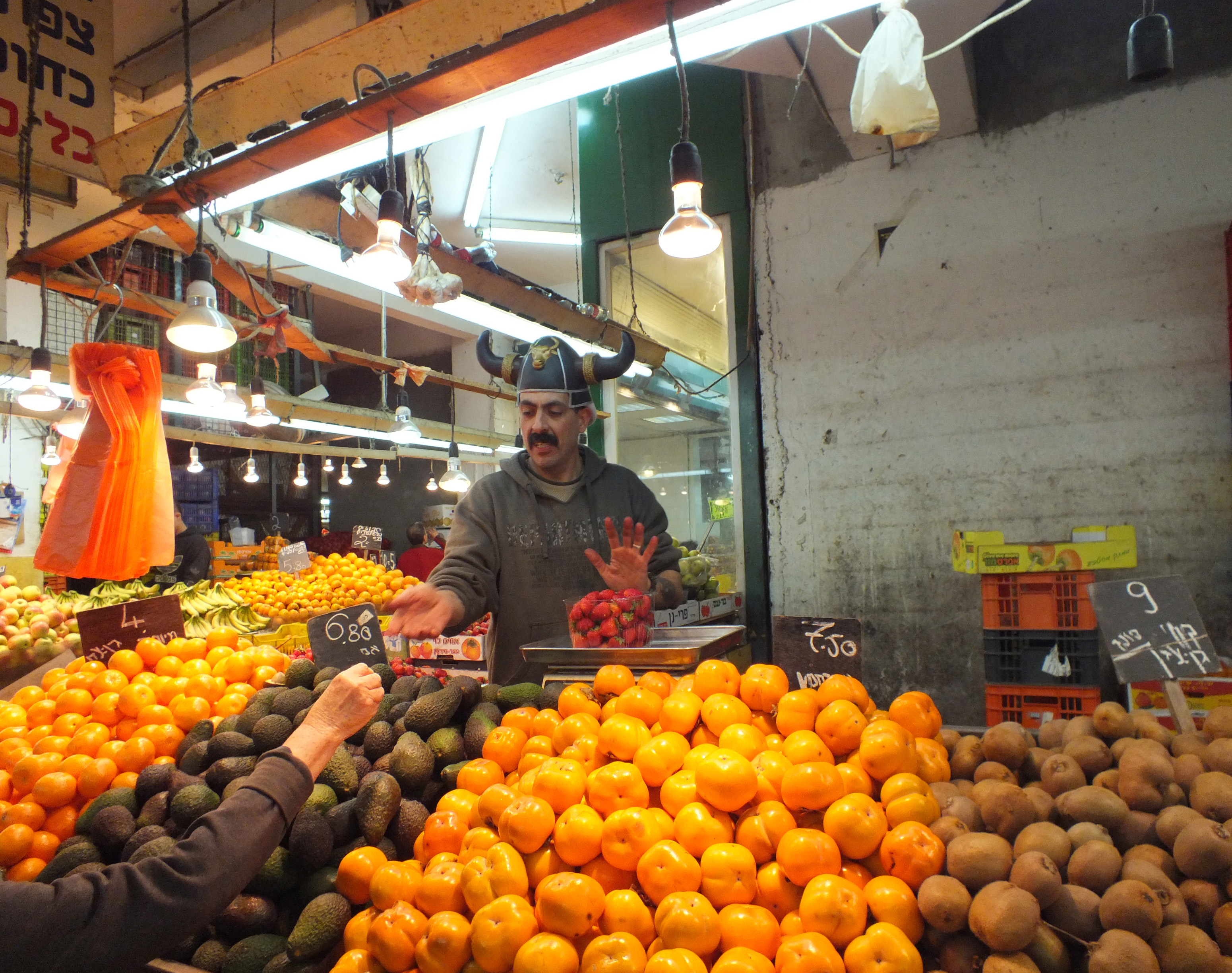
صورة توضح عميلة الشراء بالأسواق

السِّعر (أو الثَمَن) هو قيمة أي منتج أو خدمة معبر عنها بشكل نقدي.
التسعير هو تحديد سِعر بيع المنتج، وهو يوثر على المركز التنافسي للمشروع ونصيبه من السوق وبالتالي على الأرباح التي يمكن تحقيقها وعلى القائم بدراسة الجدوى التسويقية ضرورة الاهتمام بدراسة العلاقة بين السعر والطلب ودراسة التغيرات التي طرأت على أسعار المنافسين كنتيجة لوجود منتجين جدد لنفس السلعة أو بديل لها في السوق أو أي اختلاف في سعر المادة الأولية المستخدمة في صنع هذه السلع.

## عوامل تأثر على التسعير
وهناك العديد من العوامل التي توثر على السعر المقترح للمنتج بعضها داخلي والآخر خارجي، ومن أهم العوامل الداخلية الأهداف المراد تحقيقها من المشروع لتحقيق أقصى عائد ممكن من الأموال المستثمرة أو إغراق الأسواق، ومدى توافر الموارد المالية والبشرية والطبيعية، وتكلفة إنتاج السلعة، وعناصر المزيج التسويقي، أما العوامل الخارجية فتتمثل في الطلب، والمنافسة، والأحوال الاقتصادية العامة، والعرف السائد في التسعير، والقوانين والقرارات الحكومية.
وهناك طرق عديدة يتم المفاضلة فيما بينها لتسعير السلع من أهمها:

### التسعير على أساسالتكلفة
ووفقا لهذا المنهج يتم التسعير إما على أساس إجمالي التكلفة الكلية بحيث يعادل ثمن (بيع الوحدة المنتجة) التكلفة الاجمالية للوحدة المنتجة مضافا إليها هامش ربح معين، لتغطية الربح المتوقع للوحدة المنتجة. أو على أساس التكلفة الحدية حيث تعتبر التكلفة الحدية والايراد الحدي العاملين المحددين في تحديد سعر البيع.
ويوجه العديد من الانتقادات لطريقة التسعير على أساس التكلفة الاجمالية مما يحد من استخدامها، فهى قائمة على افتراض بيع الكمية المنتجة بالكامل، ومع انخفاض الكمية المنتجة يرتفع سعر بيع الوحدة لتغطية التكاليف الإجمالية وتحقيق هامش الربح المتوقع، ومع اهمال ظروف الطلب عند اتخاذ قرار التسعير، ومن ثم الاعتماد على التكلفة كأساس للتسعير في حين تتفاوت التكلفة باختلاف الأسعار.
ولذا تعتبر التكلفة كأساس للتسعير برغم ما يواجه المديرين من صعوبات في تحديدها. ويواجه التسويق على أساس التكلفة عموما صعوبة توفر بيانات دقيقة عن التكلفة خاصة بالنسبة للمنتجات الجديدة خصوصا وان حجم الطلب المرتقب عليها لا يكون معروفا بدقة، وكذلك صعوبة تقدير المبيعات عند المستويات المختلفة من الأسعار.
وبرغم هذه الانتقادات فانه لا يمكن تجاهل استخدام هذا الأسلوب مع مراعاة تغيير التسعير وفقا لظروف السوق والطلب على السلعة.

### التسعير على أساس سعر السوق
ووفقا لهذا المنهج يتم التسعير في ضوء أسعار المنافسين فاما ان يتم بسعر يعادل أسعارهم أو يزيد أو يقل عن أسعار المنافسين. ويعتمد الاختيار فيما بين البدائل الثلاثة على عدة اعتبارات كطبيعة السلعة، ظروف الطلب، الاهداف المرجو تحقيقها من المشروع، المنافسة، الجهود الاعلانية والترويجية المطلوب بذلها وأسلوب التوزيع المقترح.
ويواجه القائمون بدراسة الجدوى التسويقية صعوبة كبيرة في التسعير إذا كان المنتج الذي يسعى المشروع لتقديمه جديدا وليس له مثيل أو بديل مطروح في الاسواق وترجع تلك الصعوبة إلى ان تسعير أي منتج جديد له تأثيره المباشرة على حجم المبيعات التي يمكن تحقيقها وكذلك تحديده لكمية الدخل من بيع هذا المنتج.
فاذا كان التسعير مغالى فيه أدى ذلك إلى انخفاض حجم المبيعات مما قد لا يسمح بتغطية النفقات غير المباشرة. وإذا كان التسعير منخفضا فقد لا يتمكن المشروع من استعادة النفقات المباشرة.
وترجع صعوبة تسعير المنتج الجديد تسعيرا مناسبا لعدم وجود خبرة سابقة نظرا لحداثته، ولذلك فالمتبع في مثل هذه الأحوال ان يحقق التسعير ثلاثة أهداف مجتمعة هي تحقيق تقبل السوق للمنتج، والصمود في وجه المنافسة المحتملة بعد فترة قصيرة وتحقيق الربح.
ولبلوغ تلك الاهداف يتبع في تسعير المنتج الجديد اما سياسة الامتصاص أو سياسة الاختراق.
وتهدف سياسة الامتصاص إلى امتصاص أكبر قدر من الدخل من السوق قبل دخول منافسين فيه.
وتتبع هذه السياسة عندما يكون المنتج متميز حيث يتم تحديد سعر مرتفع للمنتج لانه موجه لطبقة الدخل المرتفع في المجتمع مع ضرورة القيام بحملة ترويجية كبيرة في الفترة الأولى لطرح المنتج في الاسواق ويمكن تطبيق هذه السياسة حينما تسمح مرونة الطلب بالاستجابة للسعر المرتفع. أو في حالة وجود وفورات إنتاج كبيرة أو عند توقع منافسة كبيرة بعد مدة قصيرة من طرح المنتج في السوق بدخول منافسين جدد.
أما سياسة الاختراق فتهدف إلى تحديد سعر منخفض للمنتج، وتصلح هذه السياسة إذا كان حجم السوق كبيرا. فعندما يكون سعر المنتج منخفضا وحجم السوق كبير يتردد كثير من المنافسين في دخول السوق نظرا لضآلة هامش الربح. ومن ذلك يتضح ان الفيصل في المفاضلة بين هاتين السياستين في تسعير المنتج الجديد هو احتمالات دخول منافسين جدد للسوق خلال فترة قصيرة من طرح المنتج. ولذا يجب تقييم الموقف جيدا بالنسبة لموقف المنافسين قبل الاختيار فيما بين إحدى هاتين السياستين.
وبعد اختيار سياسة التسعير المناسبة يتم تحديد سعر المنتج الجديد بمراعاة حجم الطلب المتوقع والطلب الممكن، وتكلفة إنتاج وبيع السلعة، الأهداف التسويقية المطلوب تحقيقها بما تشمله من سياسات الترويج والتوزيع.
لكن الطريقة الصحيحة لوضع الاسعار للسلع ان تخصص لجنة متخصصة في تحديد الاسعار، فتقوم هذه اللجنة بدراسة العوامل التي لها تاثير في تكوين القيمة فتقوم بدراسة ذلك على الطريقة التالية:
1ـ وضع السعر طبقا لدراسة النفقات المصروفة على السلعة بالإضافة إلى ملاحظة الجودة وملاحظة نسبة العرض والطلب ومقدار تاثيره في القيمة، فيجب ان تحدد الاسعار للسلع وفقا للعوامل المؤثرة في تحديد القيمة.
2ـ ان تكون تلك اللجنة على اطلاع كامل عن اسعار السوق الحالية فان سعر السوق له دور كبير أيضا في تحديد القيمة المناسبة للسلعة، فانها تاخذ بنظر الاعتبار عدم اختلاف السعر الذي تحدده اللجنة عن سعر السوق بشكل كبير فلا بد ان يكون متناسباً مع الاسعار السوقية.
3ـ ينبغي للجنة ان تقوم بنصيحة الشركات بان تقتصر في نفقة الإنتاج على اقل ما يمكن حتى يتسنى لها ان تبيعها بسعر مناسب وتتمكن من كسب ربح مناسب أيضا من دون ان ترتفع.
4ـ ان تقوم اللجنة بوضع نسبة من الربح للباعة بحيث لا يجوز للباعة طلب نسبة ربح أكثر من ذلك حتى لا يتحقق الإجحاف لا بالبائع ولا المتاع.